# Dalton Gardens
Dalton Gardens es una ciudad ubicada en el condado de Kootenai en el estado estadounidense de Idaho. En el año 2010 tenía una población de 2.335 habitantes y una densidad poblacional de 376,61 personas por km².

## Geografía
Dalton Gardens se encuentra ubicado en las coordenadas 47°44′0″N 116°46′19″O / 47.73333, -116.77194. Según la Oficina del Censo, la localidad tiene un área total de 6,2 km² (2,4 mi²), de la cual 6,2 km² (2,4 mi²) es tierra y 0 km² (0 mi²) (0,0%) es agua.

## Demografía
En el 2000 la renta per cápita promedia del hogar era de $44.559, y el ingreso promedio para una familia era de $47.083. En 2000 los hombres tenían un ingreso per cápita de $41.696 contra $23.319 para las mujeres. El ingreso per cápita para la localidad era de $21.521. Alrededor del 3,4% de la población estaba bajo el umbral de pobreza nacional.